# دييغو ريفيرو
دييغو ريفيرو (بالإسبانية: Diego Rivero)‏ (11 أغسطس 1981 في الأرجنتين - ) هو لاعب كرة قدم أرجنتيني في مركز الوسط. لعب مع أرجنتينوس جونيورز وبوكا جونيورز وتشاكاريتا جيونيورز وكروز آزول ونادي باتشوكا ونادي سان لورينزو.

## وصلات خارجية
- دييغو ريفيرو على موقع قاعدة بيانات كرة القدم.إي يو (الإنجليزية)
- دييغو ريفيرو على موقع Soccerway.com (الإنجليزية)